# Paco Séry
Paco Séry, né le 1er mai 1956 à Divo en Côte d'Ivoire, est un batteur et percussionniste de jazz-fusion. Il est largement reconnu comme l’un des meilleurs batteur de son temps,,,,,, certains le considérant même comme "le meilleur batteur du monde",.

## Biographie

### Enfance et débuts
Paco Séry annonce à son père qu'il souhaite devenir musicien à l'âge de neuf ans. Ce dernier accueille la bonne nouvelle en le gratifiant d'une énorme gifle, qui le poussera à fuguer pour devenir batteur de bal à Dabou, avant de s'installer à Abidjan, où il devient peu de temps après le batteur attitré de la réputée peu fréquentable boîte de nuit "La Canne à Sucre". Durant les années 1970, il commence à travailler au Club Méditerranée, en tant que professeur de ski nautique, et batteur-Dj le soir.
Passionné par la batterie depuis son enfance, il en fait son métier.
C'est le chanteur et pianiste Eddy Louiss qui le découvre et l'invite à intégrer son groupe parisien en 1979. Au début de sa carrière, Séry rencontre le pianiste jamaïcain Monty Alexander, qui l'emmène en tournée. C'est ce dernier qui le recommande ensuite à Jaco Pastorius, qu'il impressionne par son jeu tout à la fois technique et puissant lors d'une jam-session au Sunset Bar ,. À la suite de cela, il collaboreront ensemble deux ans, pour une série de concerts aux États-Unis.

### Carrière
En 1985, il cofonde le groupe Sixun, penchant européen du projet Weather Report, considéré comme l'un des premiers groupes de fusion jazz-rock, et où Pastorius officiait aux côtés du claviériste Joe Zawinul et du saxophoniste Wayne Shorter. Cette aventure se fera en compagnie, entre autres, de Louis Winsberg à la guitare et de Michel Alibo à la basse. Le groupe est toujours actif et a de sortir un nouvel album en 2022, "Unixsity".
Durant cette période d'activité musicale, Paco Séry continue son activité de sideman, avec Dee Dee Bridgewater, Manu Dibango, Claude Nougaro ou Mike Stern, mais aussi des chanteurs tels que Jacques Higelin et CharlÉlie Couture. Il se trouve également derrière les fûts lors de concerts et albums de Nina Simone, Marvin Gaye, Bobby McFerrin.
Sa plus importante collaboration est avec Joe Zawinul, qui l'invite à rejoindre son Syndicate en 1995, au sein duquel il enchaînera pendant plus de 10 ans les tournées à travers le monde.
Il enregistre deux albums solo, Voyages en 2000, et The Real Life en 2012.
En juin 2012 il rejoint le nouveau groupe de Didier Lockwood (DLG) avec le bassiste Linley Marthe et le guitariste Jean-Marie Ecay.
En 2009, il remporte un  Grammy Awards en tant que membre du Zawinul Syndicate, pour l'album live "75".
Volontiers considéré comme un "batteur superstar", il fait en 2018 la couverture du magazine Life, qui le qualifie de « légende ». Sa virtuosité et son sens du show sont largement reconnus,,.

## Distinctions
2023: Grand Prix du Jazz de la Sacem, avec Sixun.
2010: La même année que Dobet Gnahoré, lors de la 52ème cérémonie, il remporte un Grammy Awards, dans la catégorie "Best Contemporary Jazz Album", avec le groupe Joe Zawinul And The Zawinul Syndicate. Ils sont les deux premiers ivoiriens à remporter cette distinction.
1998: Nomination pour un Grammy Award avec le Joe Zawinul Syndicate, pour l'album live "World Tour".

## Discographie
| En Solo :               | En Solo :                          | En Solo :                          |
| ----------------------- | ---------------------------------- | ---------------------------------- |
| 2000                    | Voyages                            | Voyages                            |
| 2012                    | The Real Life                      |                                    |
| Avec Sixun :            |                                    |                                    |
| 2022                    | Unixsity                           |                                    |
| 2010                    | Live in Marciac                    | Live in Marciac                    |
| 2008                    | Palabre                            | Palabre                            |
| 2006                    | Live à la Cigale                   | Live à la Cigale                   |
| 1998                    | Nouvelle Vague                     | Nouvelle Vague                     |
| 1995                    | Flasback (compilaton)              | Flasback (compilaton)              |
| 1995                    | Lunatic taxi                       | Lunatic taxi                       |
| 1993                    | Nomad’s Land                       | Nomad’s Land                       |
| 1990                    | L’eau de Là                        | L’eau de Là                        |
| 1989                    | Sixun Live                         | Sixun Live                         |
| 1988                    | Explore                            | Explore                            |
| 1987                    | Pygmées                            | Pygmées                            |
| 1985                    | Nuit blanche                       | Nuit blanche                       |
| Avec Joe Zawinul :      |                                    |                                    |
| 2007                    | 75th                               | 75th                               |
| 2002                    | Midnight Jam                       | Midnight Jam                       |
| 2002                    | Faces and places                   | Faces and places                   |
| 1998                    | World tour                         | World tour                         |
| 1996                    | My people                          | My people                          |
| Autres collaborations : |                                    |                                    |
| 2009                    | La Chanson du Dimanche (1 morceau) | La Chanson du Dimanche (1 morceau) |
| 2003                    | Yakar                              | Idrissa Diop                       |
| 2002                    | Bendera                            | So Kalmery                         |
| 2001                    | Récit proche                       | Eddy Louiss                        |
| 2001                    | Safi                               | Ray Lema                           |
| 2000                    | Poulina                            | Orchestre National de Barbès       |
| 1997                    | The blessed rain                   | Ashley Maher                       |
| 1997                    | Per fortuna Purtroppo              | Irene Grandi                       |
| 1997                    | Dife                               | Kassav’                            |
| 1996                    | Sarada                             | Alma Rosa                          |
| 1995                    | Emotion                            | Papa Wemba                         |
| 1991                    | Gaia                               | Ray Lema                           |
| 1991                    | Amen                               | Salif Keita                        |
| 1990                    | Hoggar-Chicago-Paris               | Amar Sundy                         |
| 1987                    | Afrijazzy                          | Manu Dibango                       |
| 1982                    | Fodder on my wings                 | Nina Simone                        |